# Maciej Wilusz
Maciej Wilusz (Wrocław, 25 september 1988) is een Pools oud-voetballer die als verdediger speelde. Momenteel is Wilusz assistent trainer van Lech Poznań onder 19.

## Clubcarrière
Hij kwam in 2005 in de jeugdopleiding van sc Heerenveen en behoorde het seizoen 2007/08 tot de selectie van het eerste team. Een zware blessure voorkwam een debuut. In de zomer van 2008 legde Sparta Rotterdam hem voor twee seizoenen vast maar ook in Rotterdam kampte hij met blessures. Een verhuur aan RBC Roosendaal in januari 2009 werd al na een paar dagen beëindigd door een zware blessure opgelopen op de eerste training bij RBC. In de zomer van 2009 gingen Sparta en Wilusz voortijdig uit elkaar. In 2010 vond hij in MKS Kluczbork een nieuwe club waar hij debuteerde. In 2012 ging hij naar GKS Bełchatów waar hij aanvoerder werd en het Pools voetbalelftal haalde. In 2014 werd Wilusz door Lech Poznań gecontracteerd. In augustus 2015 werd hij tot eind 2015 verhuurd aan Korona Kielce. In juni 2017 ondertekende hij een driejarig contract bij FK Rostov. In januari 2020 ging hij naar FK Oeral.

## Interlandloopbaan
Op 18 januari 2014 debuteerde Wilusz als speler van toenmalig tweededivisionist GKS Bełchatów in het Pools voetbalelftal in een vriendschappelijke wedstrijd tegen Noorwegen.
| Interlands van Maciej Wilusz voor Polen | Interlands van Maciej Wilusz voor Polen | Interlands van Maciej Wilusz voor Polen | Interlands van Maciej Wilusz voor Polen | Interlands van Maciej Wilusz voor Polen | Interlands van Maciej Wilusz voor Polen | Interlands van Maciej Wilusz voor Polen |
| №                                       | Datum                                   | Wedstrijd                               | Uitslag                                 | Competitie                              | Goals                                   |                                         |
| Als speler bij GKS Bełchatów            | Als speler bij GKS Bełchatów            | Als speler bij GKS Bełchatów            | Als speler bij GKS Bełchatów            | Als speler bij GKS Bełchatów            | Als speler bij GKS Bełchatów            | Als speler bij GKS Bełchatów            |
| --------------------------------------- | --------------------------------------- | --------------------------------------- | --------------------------------------- | --------------------------------------- | --------------------------------------- | --------------------------------------- |
| 1                                       | 18 januari 2014                         | Noorwegen – Polen                       | 0 – 3                                   | Vriendschappelijk                       |                                         |                                         |
| 2                                       | 20 januari 2014                         | Moldavië – Polen                        | 0 – 1                                   | Vriendschappelijk                       |                                         |                                         |
| 3                                       | 13 mei 2014                             | Duitsland – Polen                       | 0 – 0                                   | Vriendschappelijk                       |                                         |                                         |
| 4                                       | 6 juni 2014                             | Polen – Litouwen                        | 2 – 1                                   | Vriendschappelijk                       |                                         |                                         |

## Erelijst
Lech Poznań
- Pools landskampioen

2015
- Poolse supercup

2015, 2016
- Puchar Polski

finalist: 2015
 GKS Bełchatów
- I liga

2014